# Pantabangán
Pantabangán (Bayan ng Pantabangan - Municipality of Pantabangan) es un municipio filipino de primera categoría, situado en la parte central de la isla de Luzón. Forma parte del Segundo Distrito Electoral de la provincia de Nueva Écija situada en la Región Administrativa de Luzón Central, también denominada Región III.

## Geografía
Situado en la parte norte de la provincia, al pie de los picos Mabilog y Dalimanok, entre Sierra Madre y los Montes Caraballo.
Linda al norte con el municipio de Carranglán; al sur con los de Rizal y de Bongabón; al este con las provincias de  Nueva Vizcaya, municipios de Alfonso Castañeda y Dupax del Sur y de Aurora, municipio de María Aurora; y al oeste con el de San José.

"...PANTABANGAN: sit. en los 124° 53' 40' long. 15° 31' lat. en terr. montuoso y clima templado, ...".

"...confina el term. por N. O. con el de Caranglan que dista unas 5 ½ leg.; por O. con el de San José, cuyo pueblo dista unas 5 ½ leg.; por E. con el de Baler, distante 5 id. y por S. con el de Boñgaboug visita de Santo, á unas 6 leg...".
Manuel Buzeta y Felipe Bravo.

### Barangays
El municipio  de Pantabangán se divide, a los efectos administrativos, en 14 barangayes o barrios, conforme a la siguiente relación:
| - Cadaclán - Cambitala - Conversión | - Ganduz - Liberty - Malbang | - Marikit - Napón-Napón - Población del Este | - Población del Oeste - Sampaloc | - San Juan - Villarrica - Fátima |  |

### Demografía
A mediados del siglo XIX, año de 1845, contaba con 1.073 almas, de las cuales 194 contribuían con 1.490 reales de plata.

## Economía

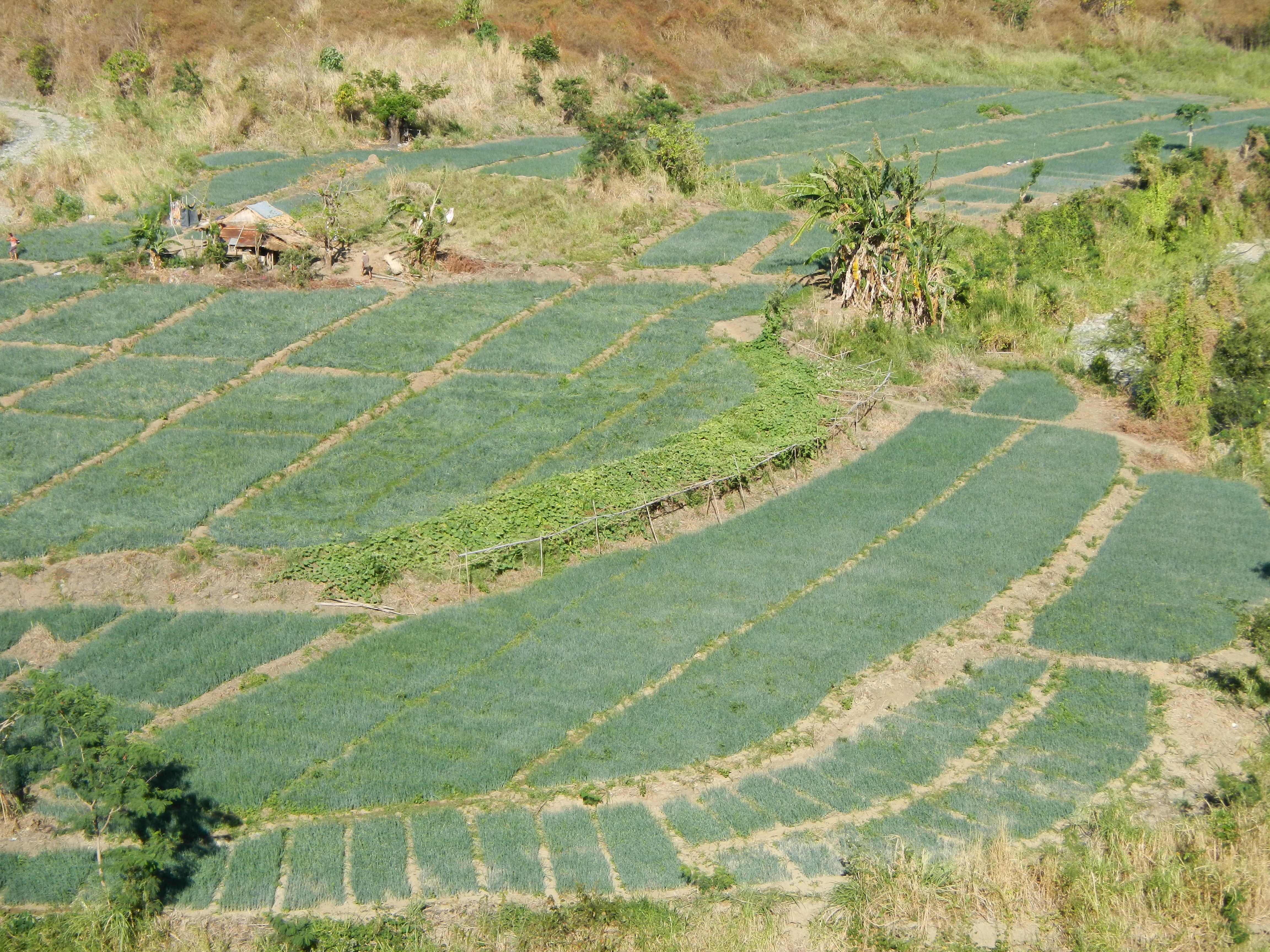
Campos de arroz regados por la represa.

Presa y embalse de Pantabangán, que junto con el de  Masiway, es parte de un complejo hidroeléctrico que abastece de agua de riego para los vastos campos de arroz de Nueva Écija.

## Historia
El lugar fue descubierto el 30 de noviembre de 1645, por el sacerdote agustino  Juan Alonso de Abarca.
El pueblo se convirtió en un asentamiento y fue incluido oficialmente en el mapa de las Filipinas en 1747.
A mediados del siglo XIX era un pueblo con cura y gobernadorcillo perteneciente entonces también a la provincia de Nueva Écija y dependiente en lo espiritual del arzobispado de Manila:

"...tiene 180 casas entre las que se cuentan la parroquial y la de comunidad donde está la cárcel. Hay una escuela de instrucción primaria y una iglesia parroquial servida por un cura regular. Tiene buenos caminos que conducen á los pueblos inmediatos á este, donde se recibe de la cab. de la prov. un correo semanal que hay establecido. Fuera de la población está el cementerio bastante bien situado y con ventilación...".
Manuel Buzeta y Felipe Bravo 

En 1900, durante la ocupación estadounidense de Filipinas, Pantabangán se convirtió formalmente en municipio.
En 1972 se asienta en el paraje de Stock Farm  de la ciudad vecina de Palayán la población desplazada por la construcción de la presa.
El nuevo asentamiento corresponde al Barrio de Marcos (Marcos Village).

## Patrimonio
Iglesia parroquial católica bajo la advocación de San Andrés Apóstol, data del año de 1853.
Forma parte de la Diócesis de San José en las Islas Filipinas en la provincia Eclesiástica de Lingayén-Dagupán.